# Рюйтель, Ингрид
Ингрид Рюйтель (эст. Ingrid Rüütel, по советскому паспорту Ингрид Неэмевна Рюйтель, в девичестве Руус (эст. Ingrid Ruus, родилась 3 ноября 1935 в Таллине) — эстонский фольклорист и музыковед, кандидат филологических наук. Супруга бывшего президента Эстонии Арнольда Рюйтеля.

## Биография

### Семья
Родилась 3 ноября 1935 года в Таллине (Эстонская Республика). Отец — Неэме Руус, эстонский государственный деятель, погибший в 1942 году от рук гестаповцев. Мать — актриса Линда Карин Руус. Состояла в браке с Арнольдом Рюйтелем с 1958 года, родились две дочери Марис (род. 1958) и Аннели (род. 1965). Есть шесть внуков, в том числе скандально известные внучки Мария и Хелена, которые устроили дебош в 2006 году в президентском дворце.

### Образование
Окончила в 1959 году историко-филологический факультет Тартуского университета, в 1967 году аспирантуру Института языка и литературы АН Эстонской ССР. Защитила кандидатскую диссертацию в 1970 году «Возникновение новейшей эстонской народной песни». Научный сотрудник в 1959—1969 годах, с 1969 года работала заведующей сектором народной музыки Литературного музея Эстонской ССР имени Ф. Р. Крейцвальда при Академии наук Эстонской ССР. Работала на Эстонском радио автором музыкальных передач. С 1 апреля 2002 года старший научный сотрудник отделения этномузыковедения Эстонского музея литературы.
В 1996 году Ингрид Рюйтель получила степень доктора гуманитарных наук за работу «Исторические стратификации эстонских народных песен в контексте этнических отношений».

### Научная работа
Ингрид Рюйтель является автором более 200 статей и публикаций в области фольклористики и музыки финно-угорских народов, в том числе следующих:
- Песни и обряды старой Эстонии («СМ», 1957, № 7)
- Ранний этап развития новейшей эстонской народной песни (Материалы по изучению эстонской литературы. Тарту, 1971)
- Эстонская народная музыка в XVII и XVIII веках (Musica antiqua. Acta scientifica. Быдгощ, 1972, на польском)
- Эстонские народные песни «переходной формы» (Проблемы музыкального фольклора народов СССР. М., 1973)
- Типология и стили водской народной музыки (Музыкальное наследие финно-угорских народов. Таллин, 1977)
- Автоматическая нотация одноголосной песни (совместно с М. Реммель, Р. Суле, Я. Сарв. Таллин, 1975, на английском)

Выпустила следующие сборники и антологии эстонских песен:
- Сборник цикла революционных песен «Проложим путь к свободе…» (Таллин, 1970)
- Сборник позднейших народных песен «Коротка ли песня иль длинна…» (совместно с X. Кокамяги. Тарту, 1964)
- Антология граммпластинок с комментариями «Эстонские народные песни и наигрыши», выпуск второй (совместно с X. и Э. Тампере. Тарту, 1974)

Выпускала следующие сборники научных статей:
- Выпуски бюллетеней «Собиратель народного творчества» (Тарту. 1961, 1962, 1972, 1974)
- Музыкальный фольклор финно-угорских народов и их этномузыкальные связи с другими народами. Тезисы докладов (Таллин, 1976)
- Музыкальное наследие финно-угорских народов (Таллин, 1977).

Состоит в Международном комитете Конгресса финно-угорских народов, возглавляет Эстонский национальный комитет Международного совета традиционной музыки, Эстонский национальный совет народного творчества, является делегатом в Международном совете организации фестивалей народного творчества и искусства. Зарубежный член Финского литературного общества, общества «Калевала» и Финно-угорского общества, почётный член Финской ассоциации фольклора, член Союза композиторов Эстонии, Совета Эстонского национального культурного фонда и Совета ассоциации службы скорой помощи «Usaldus».

### Политика
Поддерживает политику принятия Эстонией беженцев и является противницей расизма, но настороженно относится к прибытию граждан России в Эстонию. Является одной из ярых защитниц эстонского языка и считает его обязательным для изучения всеми гражданами Эстонии вне зависимости от происхождения.

## Награды
- Орден Белой звезды I степени (6 февраля 2008 года)[7]
- Орден Эстонского Красного Креста III степени (18 февраля 1997 года)[8]
- Большой крест ордена Витаутаса Великого (30 сентября 2004 года, Литва)[9]
- Большой крест ордена Трёх звёзд (30 ноября 2005 года, Латвия)[10]
- Большой крест ордена Заслуг перед Республикой Польша (12 марта 2002 года, Польша)[11]
- Большой крест ордена Заслуг (10 апреля 2002 года, Норвегия)[12]
- Большой крест орден Инфанта дона Энрике (21 июля 2003 года, Португалия)[13]
- Большой крест ордена Заслуг (4 июля 2006 года, Португалия)[14]
- Орден Розы I степени (5 июня 2003 года, Болгария)[15]
- Национальная премия Эстонии в области культуры (1996 год)